# Kantar (posoda)
Kantar (starogrško κάνθαρος) je vrsta grške posode, ki se je uporabljala za pitje. Čeprav so skoraj vsi ohranjeni primeri starogrška keramika, imajo obliko kot mnoge grške vrste posode, verjetno izvira iz kovinskih predhodnic. Ima oblike vrste A, odlikuje se po globoki posodi, visokem podstavku in parom visokih ročajev, ki se raztezajo nad ustnico posode. Grška beseda kotilos (κότῦλος – moški) in kotile (κοτύλη – ženski) so druga stara imena za to obliko. 
Kantar je skodelica, ki se je uporabljala za zajemanje vina, morebiti za pitje ali obredno uporabo ali daritev. Pripisujejo ga Dionizu, bogu vina, ki je povezan z rastlinstvom in plodnostjo. 
Uporabljali so ga verjetno kot skodelico pri gostijah, morda pa tudi pri poganskih obredih kot simbol ponovnega rojstva ali vstajenja, nesmrtnosti, za darovanje vina, da bi "v trenutkih ekstaze odstranili breme samozavedanja in omogočili človeku, da postane božanstvo".
- Kantar bukero  (Etruščani), 830–730 pr. n. št.)
- Geometrični pogrebni kantar (Atika, okoli 780 pr. n. št.)
- Črnofiguralni kantar s sfingami  (Beocija, okoli 550 pr. n. št.)
- Črnoglazirani kantar z beocijskim napisom (Tespija, 450–425 pr. n. št.)
- Stranski pogled na kantar s Heraklesom in žensko (480–460 pr. n. št.)
- Kantar v obliki satirove glave, slikar Aison (420 pr. n. št.)
- Srebrni kantar (Galija, danes Alise-Sainte-Reine, pozno 1. st. pr. n. št.)
- Slikar Iliupersis (južna Italija, dejaven 375–350 pr. n. št.), kantar z ženskim favnom ali Io (?), rdečefiguralna keramika
- Etruščanski kantar, druga polovica 4. stoletja pr. n. št.
- Kantar, Janus, dvojna glava: satirova glava (na sliki) in ženska glava, Chiusi, 2. polovica 4. stoletja pr. n. št., terakota